# 对手 (2021年电视剧)
《对手》是2021年12月中旬播出的中国现代都市谍战题材电视剧。由爱奇艺、北京海东明日影视联合制作。2020年10月28日，在福建省厦门市同安区举行开机仪式。2021年3月，杀青。11月上旬，发布片花。12月11日，官宣定档。16日起在央视八套和网络平台播出。2022年1月3日，在央视八套的播放结束。
剧集由卢伦常执导，王小枪编剧，郭京飞、谭卓、颜丙燕、宁理领衔主演，孙佳雨、王天辰、刘帅良、何蓝逗、黄尧等人演出。总制片人张海东。
本剧内容被视为“反类型的讲述”，以中国国家安全中的反间谍侦查和“和平年代琐碎的日常生活”为主题。剧集以厦州市的一桩失踪案开场。围绕在厦州潜伏十八年的境外间谍——李唐、丁美兮夫妻展开。
编剧王小枪的灵感来源于2018年9月，中国中央电视台《焦点访谈》播出的专题节目《危情谍影》。节目披露了中国国家安全部门“2018-雷霆”专项行动中破获的百余起台湾间谍案件部分细节。

## 播出时间
| 频道     | 所在地   | 播出日期                    | 播出时间  | 备注 |
| -------- | -------- | --------------------------- | --------- | ---- |
| 央视八套 | 中国大陆 | 2021年12月16日-2022年1月3日 | 每晚19:30 |      |
| 爱奇艺   | 中国大陆 | 2021年12月16日-2022年1月1日 |           |      |
| 随刻     | 中国大陆 | 2021年12月16日-2022年1月1日 |           |      |
| 奇异果TV | 中国大陆 | 2021年12月16日-2022年1月1日 |           |      |

## 演员表
| 演员   | 角色   | 简介 | 备注                                                                           |
| 郭京飞 | 李 唐  | 境外间谍，与妻子丁美兮共用代号凤凰。日常身份出租车司机。表现“丧”。夫妻感情深厚、“相依为命”，但家庭财务状况和间谍活动经费双双困窘。他陷入中年危机的同时，既操心女儿早恋，又苦于生不出二胎。 | 名字来源李姓和“唐”，亦是王小枪编剧的另一部电视剧《面具》主角李春秋的儿子李唐。 |
| 路 宏  | 李 唐  | 青年时代李唐。代号桃园。爱读书、爱写诗的文学青年。他与丁美兮、林彧为三角恋关系。三人绑架厦州籍武器专家任务失败，李唐与丁美兮滞留大陆，按上级要求结婚、生女。 | 名字来源李姓和“唐”，亦是王小枪编剧的另一部电视剧《面具》主角李春秋的儿子李唐。 |
| 谭 卓  | 丁美兮 | 福建人，出生于重男轻女家庭的学霸。早年曾随姑妈去台湾。受训成为境外间谍。日常身份是中学语文老师，段迎九儿子的老师。 她通过与他人发生性关系，取得情报，完成任务。因此有强烈洁癖。是日常省吃俭用、看重金钱的“世俗”女人，然而经济状况欠佳。学校工作之余，有偿补课被举报、失去奖金，用积蓄进行投资理财（购买P2P产品）又被骗。 | 名字来源《诗经》，亦是电视剧《面具》主角丁战国的女儿丁美兮。                   |
| 黄 尧  | 丁美兮 | 青年时代丁美兮。代号花莲。 | 名字来源《诗经》，亦是电视剧《面具》主角丁战国的女儿丁美兮。                   |
| 颜丙燕 | 段迎九 | 厦州国安局专案组组长。“工作狂”，因此对丈夫、家人有愧疚之情。 | 名字取“九九归一”之意。                                                         |
| 宁 理  | 林 彧  | 二度潜入厦州的境外间谍，李唐、丁美兮夫妇新的上级。 |                                                                                |
| 张皓然 | 林 彧  | 青年时代林彧。代号新竹。 |                                                                                |
| 孙佳雨 | 朱 慧  | 国安局新入职人员。段迎九手下。丁晓禾的前女友，高中时代即已相识，大学同学，追随他考入国安局。 |                                                                                |
| 王天辰 | 丁晓禾 | 丁美兮同族、邻居弟弟。借住在她家。国安局新入职人员。段迎九手下。 |                                                                                |
| 刘帅良 | 黄 海  | 国安局新入职人员。段迎九手下。 |                                                                                |
| 何蓝逗 | 李小满 | 李唐、丁美兮之女。生父是林彧。高中学生。 | 剧中，得名于出生日小满。编剧王小枪归于中国特有文化。                           |
| 海一天 | 幺 鸡  | 要海勇。李唐、丁美兮的上级。日常身份是麻将馆老板。带着经费“叛逃”，后来自杀。 |                                                                                |
| 房子斌 |        | |                                                                                |
| 刘威葳 | 陈秘书 | |                                                                                |
| 焦 刚  | 火传鲁 | 丁美兮的任务对象。 |                                                                                |
| 张 月  | 许惠婷 | 李唐亲生女儿。 |                                                                                |

## 电视剧歌曲
| 曲序 | 曲目                         | 演唱   |
| ---- | ---------------------------- | ------ |
| 1.   | 像鳥兒一樣（片尾曲、主题曲） | 周深   |
| 2.   | 我懂你的遗憾（插曲）         | 郭京飛 |
| 3.   | 我懂你的遗憾（插曲）         | 陆虎   |
| 4.   | 见信如面（插曲）             | 王錚亮 |
| 5.   | 你我的人间（女声版插曲）     | 颜丙燕 |
| 6.   | 你我的人间（男声版插曲）     | 王一浩 |

## 备注
1. 1 2 3 4  2022年1月2日，《新京报》报道：“昨日，郭京飞、谭卓等人主演的电视剧《对手》收官。”[6]5日，新浪网引述《北京日报》报道：“谍战剧《对手》1月3日在央视八套高热度收官”[7]。未知，是否是网络平台和央视八套播出时间的差异。
2. 1 2  2021年12月相关报道中[1]，电视剧《对手》定档海报显示：全网独播爱奇艺、随刻、奇异果TV。随刻是爱奇艺相关的APP。奇异果TV是爱奇艺和第三方相关的智能电视应用。
3. 1 2 3
4. 1 2 3 4  2022年1月2日，《新京报》报道：1、李唐&丁美兮名字由来？王小枪：李唐，首先“李”是中国的一个大姓；“唐”，全世界跟中国相关的地方很多都叫“唐人街”。而丁美兮实际上是从《诗经》里来的。段迎九，取意于“九九归一”。李小满，“小满”其实只有中国人才说24节气，有小满。李唐和丁美兮的名字和《面具》中李春秋的儿子，丁战国的女儿的名字一样，这个也没什么特别的意义。因为这两部剧都是我写的，是我个人的小情感。[6]
5. ↑  中华人民共和国教育部严禁公立学校教师有偿补课。参见：《严禁中小学校和在职中小学教师有偿补课的规定》。